# Мессия очищает диск
«Мессия очищает диск» — роман Генри Лайона Олди, действие которого происходит в альтернативном Китае XV века. Роман относится к поджанру мифологического фэнтези и построен на материале китайской мифологии.
Подобно другим романам Олди в этом поджанре, таким как «Герой должен быть один», «Одиссей, сын Лаэрта», «Чёрный Баламут», классический миф в романе «Мессия очищает диск» пересматривается, авторы меняют изначальный смысл описанных в нём событий. Интересной особенностью миров Олди, описываемых в цикле мифологических романов, к которому относится и «Мессия очищает диск», является то, что описываемые там страны являются закрытыми вселенной, «вырванными из исторических реалий». Так, Поднебесная в романе существует в своем собственном замкнутом мире — «номосе» (см., например, «Одиссей, сын Лаэрта») и не имеет контактов со странами за его пределами. Япония и Индокитай — части «номоса» Поднебесной. Действие Закона Кармы в романе сравнивается с работой компьютерной системы.

## Сюжет
В округе Нинго происходит ряд абсурднейших, на первый взгляд, преступлений. Обеспокоенный ван округа поручает расследование известному своей дотошностью и неподкупностью судье Бао по прозвищу «Драконова печать». Одновременно монах и по совместительству глава тайной канцелярии вана Бань настойчиво советует судье прекратить расследование. Подозревая заговор монахов Шаолиня против власти ванов и самого императора, Бао продолжает расследование.
Он обращается за помощью к своему другу, даосскому магу Лань Даосину, и под видом соискателя звания «монаха-воителя» отправляет в обитель Шаолинь своего лазутчика Змеёныша Цая.
В это же время в Поднебесной свирепствует болезнь под названием «безумие Будды»: в тело человека вселяются несколько душ умерших людей, приводя человека к безумию и скорой смерти. Лань Даосин советует судье обратиться за советом к владыке загробного царства Янь-вану и сам сопровождает судью в ад.
Судья Бао встречается с Янь-ваном, который в курсе происходящего, но сам не может ничего поделать. Во время разговора с князем ада судья замечает две руки, ворующие свитки жизней людей, но оказывается, что их видит только он. Янь-ван делает судье предложение: отныне каждую ночь, заснув, судья будет переноситься в ад, где будет продолжать расследование и следить за руками.
Лазутчик судьи становится иноком Шаолиня. В монастыре он знакомится с загадочным ребёнком по прозвищу Маленький Архат. Внутри Маленького Архата живут две души: ребёнка-аутиста из Китая и русского хакера XX века, погибшего при покушении на его работодателя. Хотя он является «безумцем Будды», он не сходит с ума и не погибает, так как живёт в Шаолине (хакер считает, что это место сравнимо с загрузочным сектором компьютера, где не действуют антивирусные программы). Маленький Архат в одиночку изучает знаменитый шаолиньский Лабиринт манекенов, смертельно опасное место испытания мастерства монахов. Одновременно с ним почти каждую ночь в лабиринт спускается и монастырский повар Фэн. Обладающий фотографической памятью и безупречной логикой, свойственным личности бывшего компьютерного гения, Маленький Архат разоблачает Цая и становится его союзником.
Неожиданно в монастырь возвращается преподобный Бань. Патриарх монастыря посылает его со срочным делом в Бэйцзин. Бань просит в сопровождающие самого молодого и безобидного инока. Выбор падает на Змеёныша.
Между тем с изначальной личностью Маленького Архата (ребёнком) случается просветление, что является в некотором роде «подключением» к Закону Кармы напрямую. Система, как называет её бывший хакер, делает его частью «антивирусной программы».
В Нинго начинается восстание, судья Бао попадает в тюрьму. В Бэйцзине новый император приказывает казнить всех монахов тайной канцелярии и готовит армию к походу на Шаолинь. Остаётся в живых лишь Бань — его захватили позже всех и хотят допросить. Маленький Архат спасает судью, а Змеёныш — Баня. Все они вместе с Ланем Даосином возвращаются в Шаолинь. Сведя воедино известную им информацию, они понимают, кто является вирусом, поразившим Поднебесную: монастырский повар Фэн, вернее его любовь к родине, оказавшаяся источником нарушений Закона Кармы. Лань Даосин сообщает, что их мир на грани гибели (компьютерный гений называет это форматированием диска, сравнимым с Армагеддоном).
Друзья находят Фэна в Лабиринте. Змеёныш наносит Фэну смертельный удар, но это не спасает положение. Маленький Архат понимает, что необходимо «мягкое» очищение диска — с помощью мессии, который примет на себя грехи мира и умрёт. Но Поднебесной чужды идеи мессианства, и спутники не понимают Маленького Архата. Его первая личность готова взять на себя страшную обязанность, однако его опережает Фэн, добровольно своей гибелью исправив содеянное им же.

## Герои
- Судья Бао — судья из Нинго, опытный следователь, чиновник третьего ранга. Полный мужчина средних лет. Известен своей честностью, ему также свойственны смелость и ум.

- Лань Даосин — даос, друг и советник судьи Бао. Его ровесник, невысокий, тощий и кажущийся смешным человек. На самом деле могущественный маг, ученик небожителя.

- Змееныш Цай — высококлассный профессиональный лазутчик из семьи профессиональных лазутчиков. Агент судьи Бао. Выглядит как юноша, хотя ему примерно сорок лет.

- Преподобный Бань — сэн-бин, монах-воитель, один из лучших мастеров Шаолиня.

- Маленький Архат — ребёнок-монах из Шаолиня, обладатель двух душ: ребёнка-аутиста Поднебесной XV века и русского компьютерного гения из XX века.

- Повар Фэн — полубезумный повар из Шаолиня.

## Проблематика
В «Мессия очищает диск», как и в других книгах Олди, весома философская составляющая. Одна из идей романа заключается в том, что нельзя жить одним только прошлым, пусть даже оно дорого сердцу. Человек, остающийся в прошлом, может быть опасен для будущего: молох прошедшего времени непременно потребует жертв. Однако, если отыщется тот, кто рискнёт пожертвовать не другими, а собой, мир не погибнет.

## Художественные особенности
«Мессия очищает диск» — яркий пример пересечения фантастики и постмодернизма. Роман не является традиционно фантастическим. Его часто называют романом-фэнтези, что, по мнению литературоведа М. Дворака, неверно: в этом романе отсутствует характерная для фэнтези естественность и открытость очевидно выдуманного мира. Китай, каким изображён в романе Олди, представляет собой искусственный, закрытый, замкнутый мир, причём эта искусственность мотивирована и с научно-популярной точки зрения, что тоже противоречит особенностям жанра фэнтези. Сами авторы называют этот мир номосом. Изображённый в «Мессия очищает диск» Китай Средних веков может соответствовать реальному Древнему Китаю, но развивается в другой вселенной и по другим законам. Нарушение этих законов составляет основу главного художественного конфликта романа. Один из примеров такого нарушения — попадание в художественную Поднебесную гениального программиста, перерождающегося, согласно буддийским представлениям о Колесе жизни, но вселяющегося в уже занятое тело мальчика-дурачка, живущего в местном варианте Китая. Такие перерождения случаются в этом мире часто, приводя к тяжёлым последствиям: сумасшествиям, убийствам, в дальней перспективе и к Апокалипсису.
Опираясь на признаки постмодернизма, описанные литературоведом Н. Е. Лихиной в работе «Актуальные проблемы современной русской литературы. Постмодернизм», М. Дворак отмечает соответствие им романа «Мессия очищает диск» на следующих уровнях:
- Уровень содержания. По Н. Е. Лихиной, присутствуют такие признаки, как «неопределённость, культ неясностей, ошибок, пропусков, намеков, ситуация „лабиринта смыслов“, „мерцание смыслов“». В романе Олди по мере развития сюжета выясняется всё больше странных деталей, происходящее становится всё непонятнее, ответов на поднятые в тексте вопросы не возникает. В конце романа суть основных загадок произведения проясняется, но появляются загадки совершенно иного, «космического» (находящегося выше «номического») уровня, ответы на которые недоступны ни авторам, ни читателям, а доступны лишь просветлённым буддистам. Ситуация «лабиринта смыслов» проявляется в том, что Олди намеренно запутывают читателя, обрисовывая ему весь «сад расходящихся тропок» (по формулировке Борхеса) — иначе говоря, возможных путей развития ситуации. Истинный же путь в этих дорожках один — отнюдь не вопреки поэтике постмодернизма, — и авторы показывают читателю этот путь, постепенно отметая все остальные.
- Аксиологический уровень. «Деканонизация, борьба с традиционными ценностными центрами, размытость или разрушение оппозиций добро-зло, любовь-ненависть, смех-ужас, прекрасное-безобразное, жизнь-смерть». В романе присутствует деканонизация стандартных понятий о справедливости, а ближе к концу произведения, когда становится ясно, что место его действия — не только средневековый Китай, но и средневековая версия китайского Ада, к анекдотической несерьёзности авторы сводят и понятия Абсолютного Добра и Зла.
- Уровень композиции. «Фрагментарность и принцип произвольного монтажа, сочетание несочетаемого, использование вещей не по назначению, несоразмерность, нарушение пропорций». В «Мессия очищает диск» фрагментарность и принцип произвольного монтажа проявляются в постоянном смещении читательского внимания с одного героя на другого, прерывании текста «Междуглавьями» и вставками-размышлениями. Несоразмерность и нарушение пропорций характерны для представленного в Поднебесной Ада и для его постоянного взаимодействия с миром живых. Использование вещей не по назначению тоже присутствует в романе: например, у одного из героев, даосского мага Лань Даосина, есть осёл, выполняющий множество функций, среди которых в том числе противостояние дракону-Армагеддону.
- Уровень человека, личности, героя, персонажа и автора. «Представление о человеке с точки зрения антропологического пессимизма, примат трагического над идеальным. Торжество иррационального начала, имманентного сознания, апокалиптического мироощущения, эсхатологического мировоззрения». Здесь соответствие произведения критериям постмодернизма практически полное. Буддийское мировоззрение, присутствующее в романе, по сути иррационально и близко к идее антропологического пессимизма. Преобладает апокалиптическое мироощущение: на протяжении всего романа речь идёт о возможной гибели Поднебесной, «форматировании жёсткого диска», соответственно гибели всех людей, живущих в этом мире. Авторы выступают как безусловные демиурги, космические создателями номоса — изображённой в романе изолированной вселенной, создание и эксперименты с которой тоже полностью соответствуют поэтике постмодернизма; в рамках её автор-демиург не прячется и не предоставляет реальности говорить самой за себя, а напротив, является практически действующим лицом, порой наравне с читателем, зачастую — рассказчиком.
- Эстетический уровень. «Подчеркнутая антиэстетичность, шок, эпатаж, вызов, брутальность, жестокость зрения, тяга к патологии, антинормативность, протест против классических форм прекрасного, традиционных представлений о гармоничности и соразмерности». В «Мессия очищает диск» нет откровенного вызова, мало сцен жестокости и насилия, но представленные в романе эротические сцены выражены нестандартными языковыми приёмами, в соответствии с особенностями восточной культуры, нестандартны и скорее разоблачают нетрадиционные формы эротизма, присущие распущенной современной культуре, чем нацелены на то, чтобы вызвать эстетическое удовлетворение.

Ссылаясь на определение постмодернизма, присутствующее в онлайн-энциклопедии «Кругосвет» («Как творческая установка постмодернизм являет максимум интеллектуально-игрового, эвристического, рефлексивного, деструктивного и минимум смыслообразующего, этического, эстетического, конструктивного»), М. Дворак также отмечает, что роман Олди соответствует этому определению — прослеживаются следующие черты деструктивизма: сумасшествие, убийства, перспектива конца света; присутствует антиэстетизм; интеллектуально-игровая составляющая проявляется углублённостью в философские и библейские сюжеты и их интерпретацией, множественными ссылками и аллюзиями.

Образ судьи Бао имеет немало общего с образом судьи Ди из цикла детективов Роберта Ван Гулика.

## Награды и премии
- Премия Ассоциации русскоязычных писателей государства Израиль «За выдающийся вклад в развитие современной русской литературы» (вручена на «Фанконе-97»)[7].